# Securitas
Securitas – rzymskie uosobienie (personifikacja) bezpieczeństwa i ufności. Na rewersach monet rzymskich przedstawiana z paterą i berłem, niekiedy oparta o kolumnę albo siedząca na tronie.